# Jangsu-gun
Jangsu-gun (hangul 장수군, hanja 長水郡) är en landskommun (gun) i den sydkoreanska provinsen Norra Jeolla. Kommunen har 22 818 invånare (2020).
Kommunen är indelad i en köping (eup) och sex socknar (myeon):
Beonam-myeon,
Cheoncheon-myeon,
Gyebuk-myeon,
Gyenam-myeon,
Janggye-myeon,
Jangsu-eup och
Sanseo-myeon.